# اچ‌ام‌اس سی۲۰
اچ‌ام‌اس سی۲۰ (به انگلیسی: HMS C20) یک زیردریایی بود که طول آن ۱۴۳ فوت ۲ اینچ (۴۳٫۶۴ متر) بود. این زیردریایی در سال ۱۹۰۹ ساخته شد.